# Aconitum karafutense
Aconitum karafutense là một loài thực vật có hoa trong họ Mao lương. Loài này được Miyabe & Nakai mô tả khoa học đầu tiên năm 1936.